# 萨尔莫朗
萨尔莫朗是巴西圣保罗州的一个市镇。总面积172.745平方公里，总人口4551人，人口密度26.3人/平方公里。